# Kalhumanjehuraa
Kalhumanjehuraa est une petite île inhabitée des Maldives. L'île est désormais réduite à un banc de sable.

## Géographie
Kalhumanjehuraa est située dans le centre des Maldives, au Nord de l'atoll Faadhippolhu, dans la subdivision de Lhaviyani. 